# Т. Дж. Міддлтон
Т. Дж. Міддлтон (англ. T. J. Middleton; нар. 2 травня 1968) — колишній американський тенісист.
Найвищу одиночну позицію світового рейтингу — 221 місце досяг 23 вересня, 1991, парну — 63 місце — 22 червня, 1991 року.
Найвищим досягненням на турнірах Великого шолома був чвертьфінал в парному розряді.
Завершив кар'єру 2000 року.

## Фінали за кар'єру

### Парний розряд (3 поразки)
| Результат | Ранг | Дата     | Турнір                | Покриття | Партнер     | Суперники                        | Рахунок       |
| --------- | ---- | -------- | --------------------- | -------- | ----------- | -------------------------------- | ------------- |
| Поразка   | 1.   | Бер 1992 | Касабланка, Марокко   | Ґрунт    | Гірт Дзелде | Орасіо де ла Пенья Хорхе Лосано  | 6–2, 4–6, 6–7 |
| Поразка   | 2.   | Сер 1997 | Connecticut Open, США | Тверде   | Марк Кейл   | Маркос Ондруска Давід Пріносіл   | 4–6, 4–6      |
| Поразка   | 3.   | Лют 1998 | Марсель, Франція      | Тверде   | Марк Кейл   | Доналд Джонсон Франсіско Монтана | 4–6, 6–3, 3–6 |